# The best friend I know
The best friend I know is een single van Patricia Paay en haar zus Yvonne Keeley. Hij stond aan het begin van 1979 in de Nederlandse hitlijsten.
Op de B-kant staat het nummer Malibu, dat aan het eind van 1978 al op de A-kant van een single van Patricia Paay verscheen. Bij beide platen vielen de verkopen tegen, wat aan de haperende distributie bij EMI Records/Bovema geweten werd.
Patricia Paay schreef The best friend I know samen met John Volita, een alias van John van Katwijk. Gerard Stellaard produceerde en arrangeerde dit werk.

## Hitnoteringen
Nederlandse Top 40
| Hitnotering: van 20-01-1979 t/m 10-02-1979 | Hitnotering: van 20-01-1979 t/m 10-02-1979 | Hitnotering: van 20-01-1979 t/m 10-02-1979 | Hitnotering: van 20-01-1979 t/m 10-02-1979 | Hitnotering: van 20-01-1979 t/m 10-02-1979 | Hitnotering: van 20-01-1979 t/m 10-02-1979 |
| Week:                                      | 1                                          | 2                                          | 3                                          | 4                                          |                                            |
| ------------------------------------------ | ------------------------------------------ | ------------------------------------------ | ------------------------------------------ | ------------------------------------------ | ------------------------------------------ |
| Positie:                                   | 35                                         | 28                                         | 26                                         | 30                                         | uit                                        |

Nationale Hitparade
| Hitnotering: van 13-1-1979 t/m 10-3-1979 | Hitnotering: van 13-1-1979 t/m 10-3-1979 | Hitnotering: van 13-1-1979 t/m 10-3-1979 | Hitnotering: van 13-1-1979 t/m 10-3-1979 | Hitnotering: van 13-1-1979 t/m 10-3-1979 | Hitnotering: van 13-1-1979 t/m 10-3-1979 | Hitnotering: van 13-1-1979 t/m 10-3-1979 | Hitnotering: van 13-1-1979 t/m 10-3-1979 | Hitnotering: van 13-1-1979 t/m 10-3-1979 | Hitnotering: van 13-1-1979 t/m 10-3-1979 | Hitnotering: van 13-1-1979 t/m 10-3-1979 |
| Week:                                    | 1                                        | 2                                        | 3                                        | 4                                        | 5                                        | 6                                        | 7                                        | 8                                        | 9                                        |                                          |
| ---------------------------------------- | ---------------------------------------- | ---------------------------------------- | ---------------------------------------- | ---------------------------------------- | ---------------------------------------- | ---------------------------------------- | ---------------------------------------- | ---------------------------------------- | ---------------------------------------- | ---------------------------------------- |
| Positie:                                 | 47                                       | 39                                       | 36                                       | 32                                       | 39                                       | 31                                       | 39                                       | 36                                       | 50                                       | uit                                      |